# جف زینتس
جف زینتس (انگلیسی: Jeff Zients؛ زادهٔ ۱۲ نوامبر ۱۹۶۶) یک سیاستمدار، مشاور سیاسی و مدیر اجرایی اهل ایالات متحده آمریکا است که به‌عنوان سی و یکمین رئیس دفتر رئیس‌جمهور ایالات متحده در دولت جو بایدن خدمت می‌کرد. او پیش از این، از ژانویه ۲۰۲۱ تا آوریل ۲۰۲۲ به عنوان مشاور رئیس‌جمهور و هماهنگ‌کننده مقابله با کووید-۱۹ در کاخ سفید خدمت می‌کرد.
در دوران ریاست جمهوری باراک اوباما، زینتس به‌عنوان مدیر شورای اقتصاد ملی از فوریه ۲۰۱۴ تا ژانویه ۲۰۱۷ و همچنین به‌عنوان مدیر اداره مدیریت و بودجه فعالیت کرد. او نقشی حیاتی در اجرا و تصویب قانون مراقبت مقرون به صرفه نیز ایفا کرد.